# 圖朗島
圖朗島是菲律賓的島嶼，位於宿霧島以東、萊特島以西的卡莫特斯海，屬於卡莫特斯群島的一部分，由宿霧省負責管轄，是該群島面積最小的島嶼。
10°43′N 124°19′E / 10.717°N 124.317°E